# Fred Groves
Fred Groves (Londra, 8 agosto 1880 – Londra, 4 giugno 1955) è stato un attore inglese.
Il suo primo film risale al 1913. Iniziò a lavorare con Maurice Elvey, un regista che lo diresse in numerosi film. In questi, prodotti dalla Motograph e poi dalla British & Colonial Kinematograph Company, spesso ebbe come partner Elisabeth Risdon.
Nella sua carriera, che durò dal 1913 al 1950, interpretò ottantasei film. L'ultimo, uscito nel marzo 1950, fu Your Witness, diretto da Robert Montgomery, film nel quale Groves aveva un piccolo ruolo. 
L'attore morì cinque anni dopo, il 4 giugno 1955, all'età di 74 anni.

## Filmografia
- Popsy Wopsy, regia di Maurice Elvey (1913)
- Bridegrooms Beware, regia di Maurice Elvey (1913)
- Topsy Wopsy, regia di Maurice Elvey (1913)
- Maria Marten, or: The Murder in the Red Barn, regia di Maurice Elvey  (1913)
- The Idol of Paris, regia di Maurice Elvey (1914)
- The Cup Final Mystery, regia di Maurice Elvey (1914)
- Inquisitive Ike, regia di Maurice Elvey (1914)
- In the Days of Trafalgar, regia di Maurice Elvey (1914)
- The Loss of the Birkenhead, regia di Maurice Elvey (1914)
- The Suicide Club, regia di Maurice Elvey (1914)
- Beautiful Jim, regia di Maurice Elvey (1914)
- Her Luck in London, regia di Maurice Elvey (1914)
- There's Good in Everyone, regia di Maurice Elvey (1915)
- Honeymoon for Three, regia di Maurice Elvey (1915)
- Gilbert Gets Tiger-Itis, regia di Maurice Elvey (1915)
- Midshipman Easy, regia di Maurice Elvey (1915)
- Gilbert Dying to Die, regia di Maurice Elvey (1915)
- The World's Desire, regia di Sidney Morgan (1915)
- Florence Nightingale (1915)
- From Shopgirl to Duchess, regia di Maurice Elvey (1915)
- London's Yellow Peril, regia di Maurice Elvey (1915)
- Her Nameless Child, regia di Maurice Elvey (1915)
- Another Man's Wife, regia di Harold Weston (1915)
- Grip, regia di Maurice Elvey (1915)
- Home, regia di Maurice Elvey (1915)
- Yvonne, regia di David Aylott (1915)
- Mr. Lyndon at Liberty, regia di Harold M. Shaw (1915)
- Fine Feathers, regia di Maurice Elvey (1915)
- Charity Ann, regia di Maurice Elvey (1915)
- A Will of Her Own, regia di Maurice Elvey (1915)
- The Firm of Girdlestone, regia di Harold M. Shaw (1915)
- The Two Roads, regia di Harold M. Shaw (1916)
- Sally in Our Alley, regia di Maurice Elvey (1931)
- Your Witness, regia di Robert Montgomery (1950)